# Rick Salomon
Richard Allan „Rick“ Salomon (* 24. Januar 1968 in Neptune Township, New Jersey) ist ein US-amerikanischer Pokerspieler und Schauspieler. Bekanntheit erlangte er vor allem durch seine Beziehungen zu Elizabeth Daily, Shannen Doherty und Pamela Anderson sowie durch das Sextape 1 Night in Paris, das ihn gemeinsam mit Paris Hilton zeigt.

## Leben

### Beziehungen und Ehen
Salomon heiratete 1995 die Sängerin Elizabeth Daily, mit der er zwei Töchter hat (* 1996; * 1998). Die Ehe wurde im Jahr 2000 geschieden. 2002 war er für neun Monate mit der Schauspielerin Shannen Doherty verheiratet. 2003 veröffentlichte Salomon nach der Trennung von Paris Hilton das Sextape 1 Night in Paris im Internet, das ihn beim Geschlechtsverkehr und gegenseitigem Oralverkehr mit Hilton zeigt. Nach einer Schadensersatzklage musste er Hilton eine Entschädigung von 400.000 US-Dollar sowie eine Beteiligung an den Einnahmen zahlen. Anfang Oktober 2007 heirateten Pamela Anderson und Salomon in Las Vegas, die Ehe hielt bis Ende März 2008. Im Januar 2014 wurden sie erneut verheiratet, Anderson reichte jedoch nur sechs Monate später wieder die Scheidung ein. Salomon lebt in Hollywood.

### Pokerkarriere
Seine erste Geldplatzierung bei einem Live-Turnier erzielte Salomon Ende Juli 2005 im kalifornischen Gardena. Ende Juli 2006 siegte er bei einem Turnier im Hotel Bellagio am Las Vegas Strip mit einer Siegprämie von rund 125.000 US-Dollar. Anfang August 2006 war er erstmals bei der World Series of Poker (WSOP) im Rio All-Suite Hotel and Casino erfolgreich und belegte beim Main Event den 196. Platz von 8773 Spielern, der mit über 40.000 US-Dollar dotiert war. Mitte Juli 2010 platzierte sich Salomon beim Main Event der World Poker Tour im Geld und beendete das Turnier auf dem neunten Platz, der mit rund 50.000 US-Dollar bezahlt wurde. Im Juni 2012 nahm er am von Guy Laliberté initiierten Big One for One Drop, dem mit einem Buy-in von einer Million US-Dollar teuersten Pokerturnier der Welt, der WSOP teil, konnte sich jedoch nicht im Geld platzieren. Auch 2014 spielte er das Event und belegte den mit 2,8 Millionen US-Dollar dotierten vierten Platz. Mitte Oktober 2016 wurde Salomon von Laliberté zum Big One for One Drop Extravaganza, einem exklusiven Pokerturnier in Monte-Carlo mit einem Buy-in von einer Million Euro, eingeladen. Dort erreichte Salomon erneut den Finaltisch und bekam für seinen dritten Platz sein bisher höchstes Preisgeld von drei Millionen Euro. Bei der WSOP 2018 spielte er erneut das Big One for One Drop und erhielt als Vierter knapp 3 Millionen US-Dollar. Anfang November 2018 belegte Salomon bei einem 100.000 Dollar teuren Turnier im Aria Resort & Casino am Las Vegas Strip den zweiten Platz und sicherte sich ein Preisgeld von 672.000 US-Dollar. Seitdem erzielte er bis dato keine weitere Geldplatzierung.
Insgesamt hat sich Salomon mit Poker bei Live-Turnieren knapp 10 Millionen US-Dollar erspielt.

### Schauspielkarriere
Salomon spielte kleine Rollen in den Kinofilmen Beim Leben meiner Schwester, Who’s Your Caddy? und Alpha Dog – Tödliche Freundschaften.